# Van Helsing (jeu vidéo)
Pour les articles homonymes, voir Van Helsing.
Van Helsing est un jeu vidéo de tir à la troisième personne développé par Saffire et édité par VU Games, sorti en 2004 sur PlayStation 2, Xbox et Game Boy Advance. Il est adapté du film Van Helsing.